# Federazione calcistica della Guinea-Bissau
La Federazione calcistica della Guinea-Bissau (por. Federação de Futebol da Guiné-Bissau, acronimo FFGB) è l'ente che governa il calcio in Guinea-Bissau. 
Fondata nel 1974, si affiliò alla FIFA e alla CAF nel 1986. Ha sede nella capitale Bissau e controlla il campionato nazionale, la coppa nazionale e la Nazionale del paese.